# 法明頓鎮區 (愛荷華州范布倫縣)
法明頓鎮區（英語：Farmington Township）是位於美國愛荷華州范布倫縣的一個行政鎮區。

## 地方資料
根據2010年美國人口普查的數據，法明頓鎮區的面積為61.68平方千米，當中陸地面積為60.15平方千米，而水域面積為1.53平方千米。當地共有人口898人，而人口密度為每平方千米14.56人。